# Phú Cường, Định Quán
Phú Cường là một xã thuộc huyện Định Quán, tỉnh Đồng Nai, Việt Nam.
Xã Phú Cường có diện tích 59,09 km², dân số năm 1999 là 12.868 người, mật độ dân số đạt 218 người/km².

## Hành chính
Xã Phú Cường được chia thành 8 ấp: Bến Nôm 1, Bến Nôm 2, Phú Dòng, Phú Tâm, Phú Tân, Phú Thọ, Tam Bung, Thống Nhất.